# Seznam druhů spojek
V tomto článku jsou představeny konstrukce 39 druhů spojek rozdělených do 8 základních kategorií. Doplňuje článek o spojce. K některým spojkám je dodán bližší popis.

## Pevné spojky
Slouží k pevnému spojení dvou souosých hřídelí bez žádných přídavných vlastností. Kroutící moment se přenáší tvarovým nebo silovým stykem.

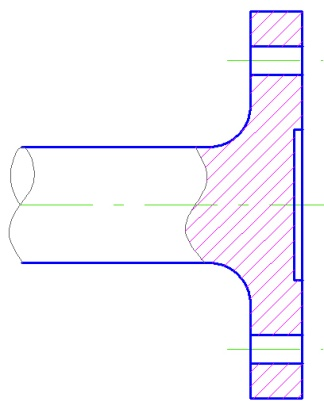
Přírubová pevná kovaná je pevnou součástí hřídele. Používá se pro velké hřídele a velký kroutící moment (propelerové hřídele lodních pohonů, turbogenerátory).
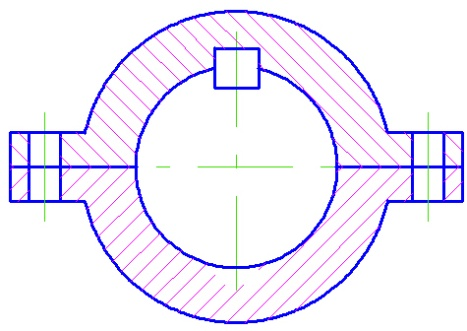
Pevná korýtková – používá se tam, kde není možno při montáži hřídele odsunout.
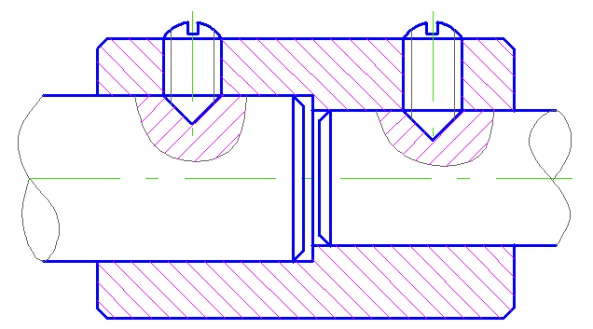
Pevná trubková redukční - vyžaduje nutnost odsunutí hřídelí při montáži.
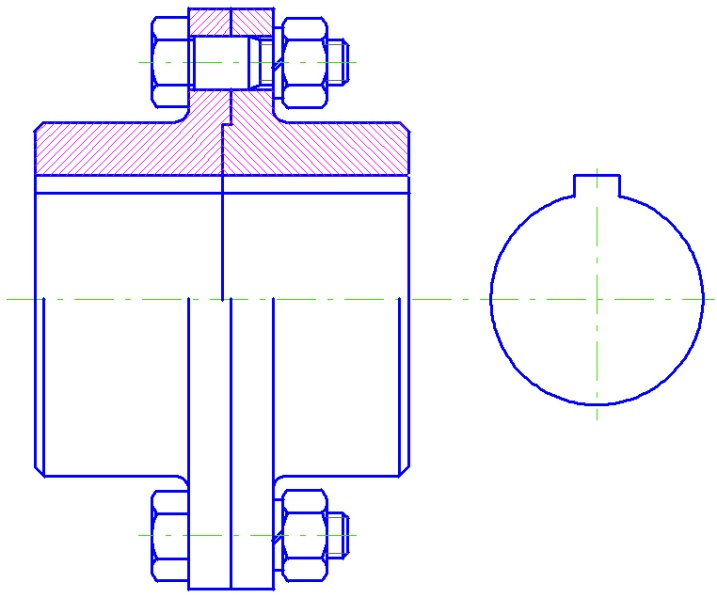
Pevná kotoučová patří mezi nejpoužívanější.
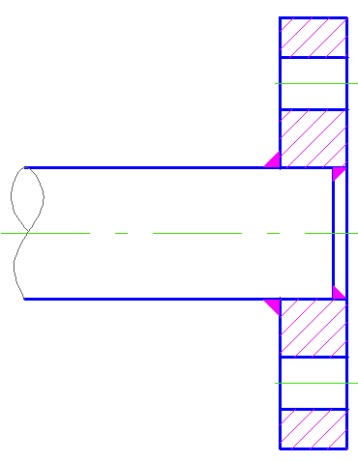
Přírubová pevná svařovaná
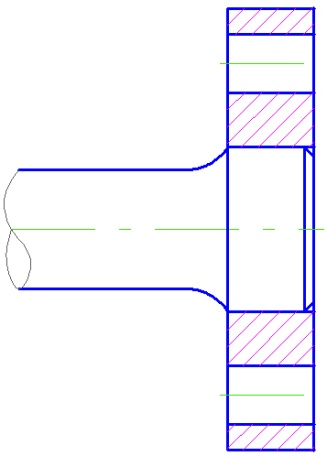
Přírubová nalisovaná

## Pružné spojky
Umožňují tlumení rázů a vibrací.

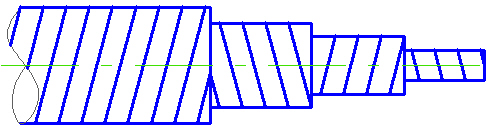
Pružné hřídele jsou vytvořeny protisměrným vinutím pružinového drátu.
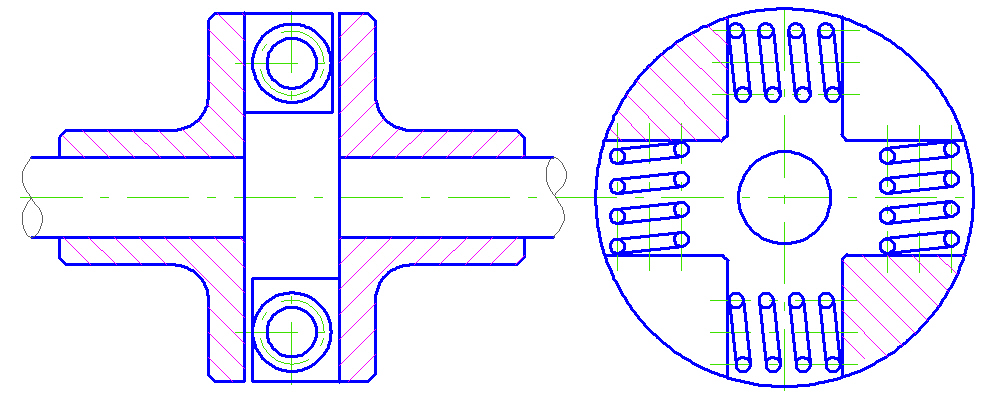
Pružná spojka s vinutými pružinami
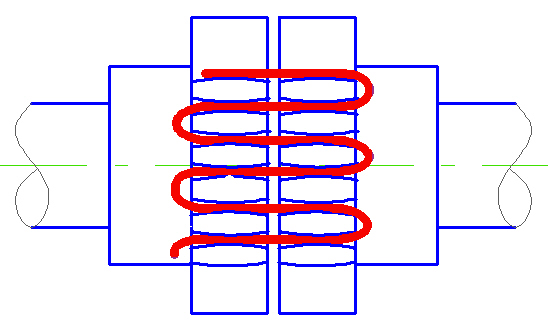
Spojka s hadovitou pružinou (BIBI)
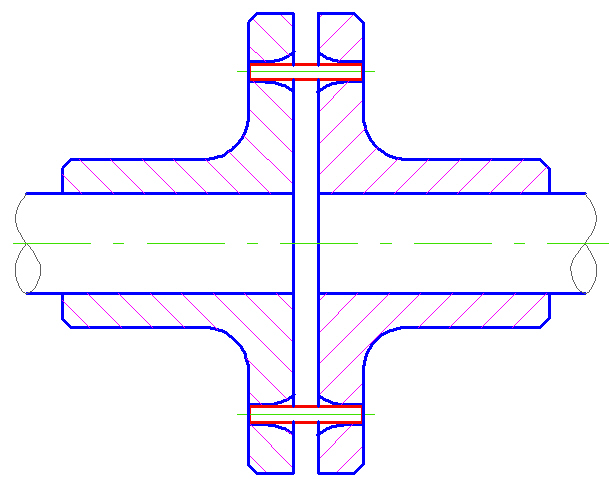
Pružná kolíková spojka

## Vyrovnávací spojky
Vyrovnávají nesouosost obou hřídelí nebo jejich vzájemný pohyb.

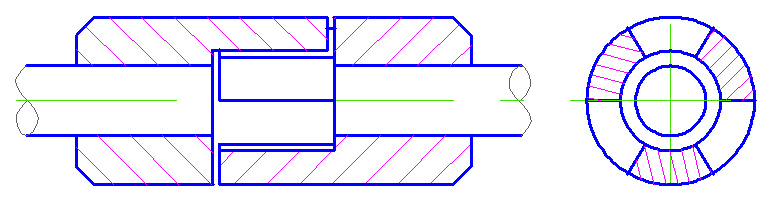
Ozubová spojka umožňuje axiální pohyb.
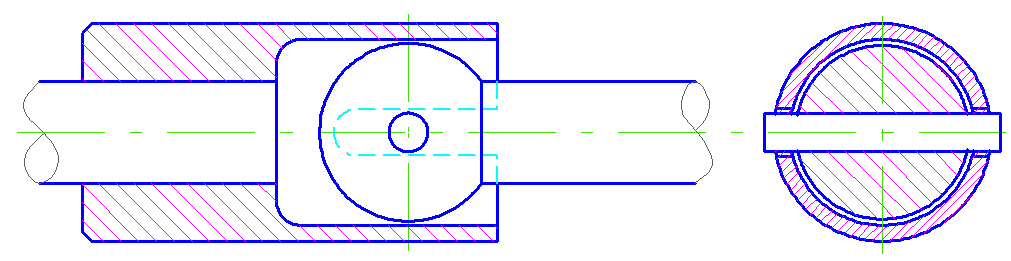
Kolíková vyrovnávací
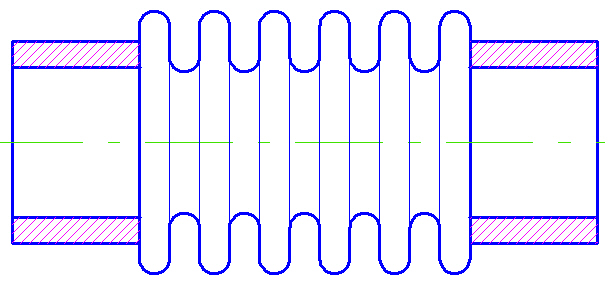
Vlnovcová pružná spojka
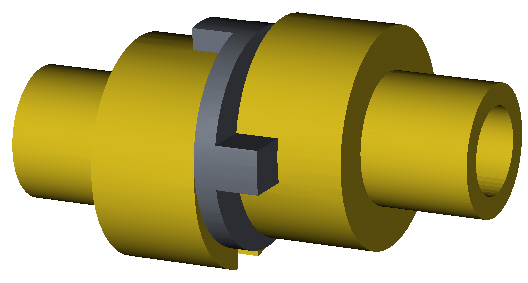
Oldhamova vyrovnávací spojka
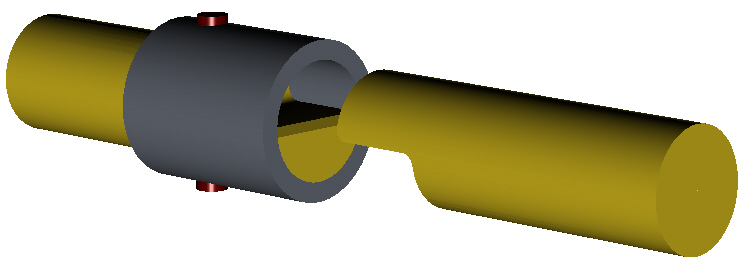
Trubková vyrovnávací
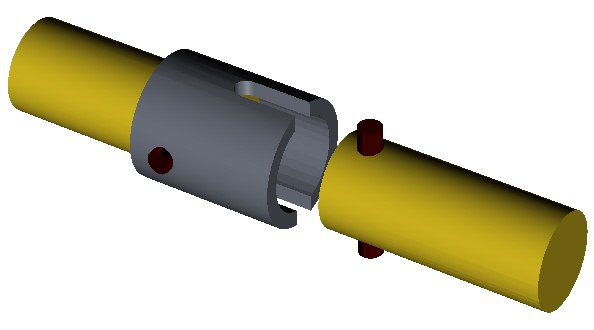
kolíková unášecí spojka
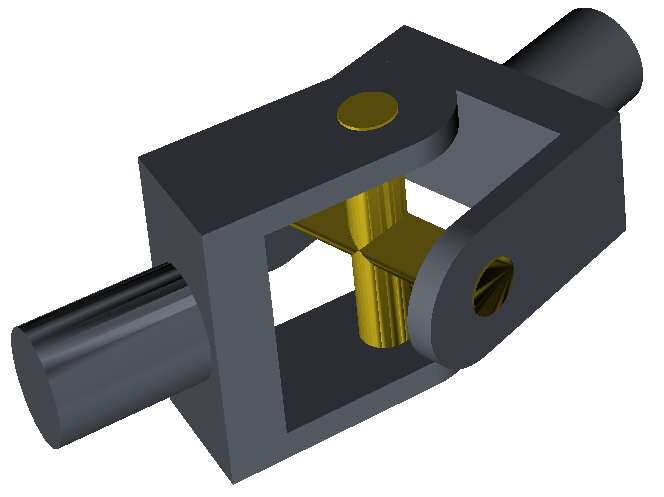
Kardanův kloub, způsobuje nepravidelný chod, proto se používají ve dvojici (odstraňuje cukání).
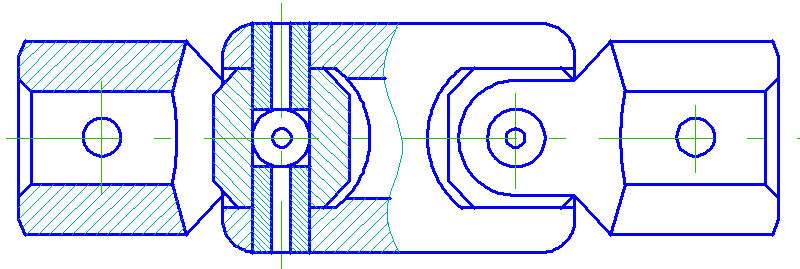
Dvojitý kardanův kloub
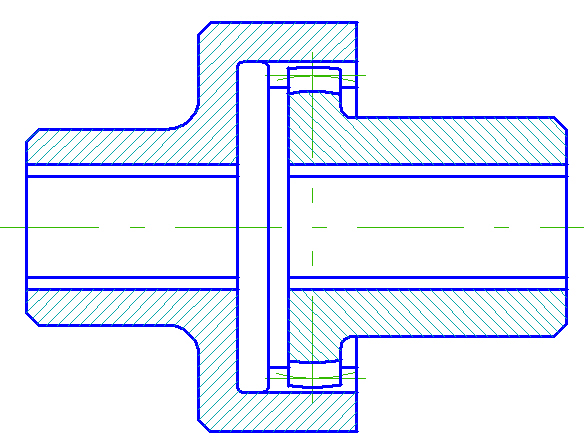
Úhlová axiální spojka

## Výsuvné spojky
Umožňují rozpojení hřídelí za klidu.

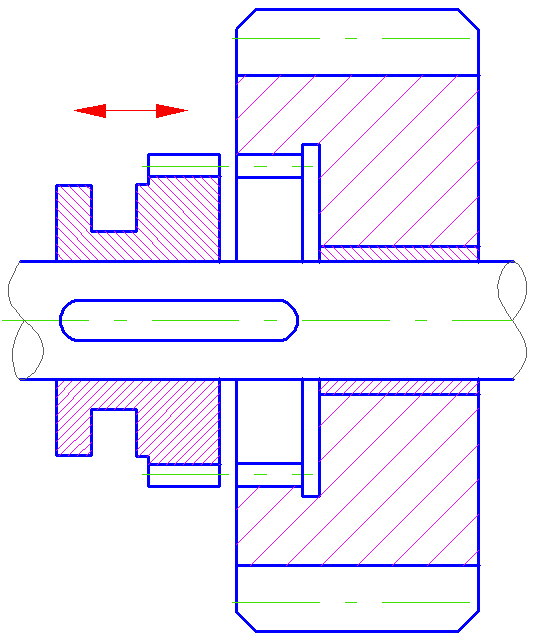
Výsuvná zubová spojka s radiálními zuby  (s evolventním drážkováním)
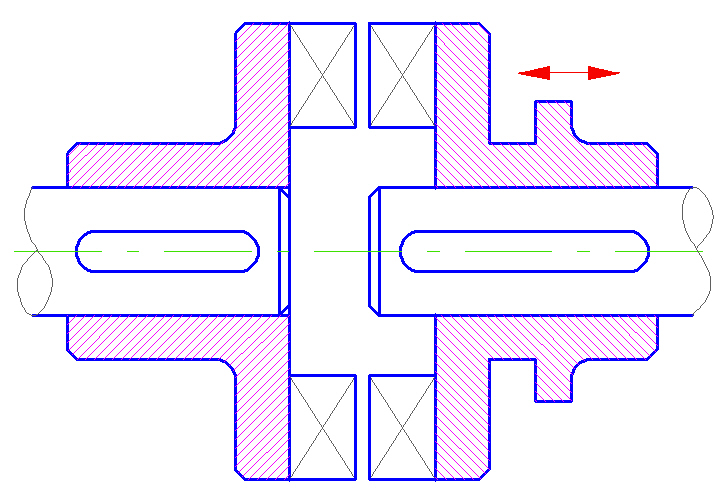
Výsuvná zubová spojka s čelními zuby

## Třecí spojky
Umožňují plynulý rozběh hnaného hřídele i rozpojení za provozu.

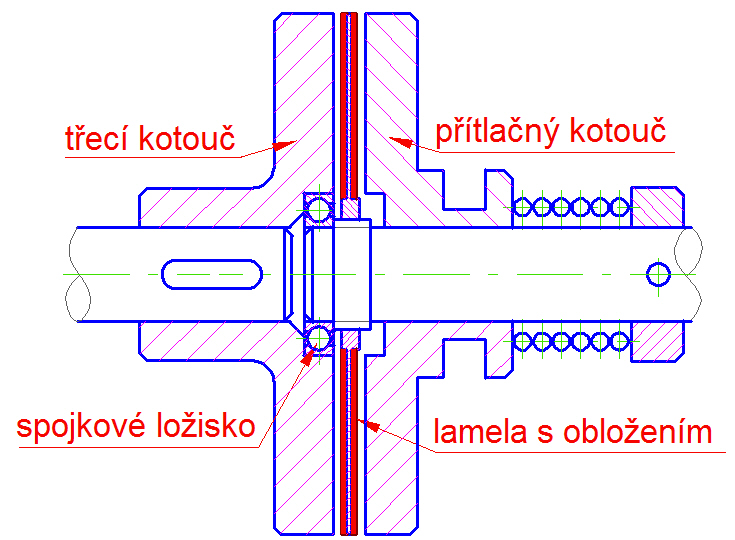
Třecí lamelová spojka
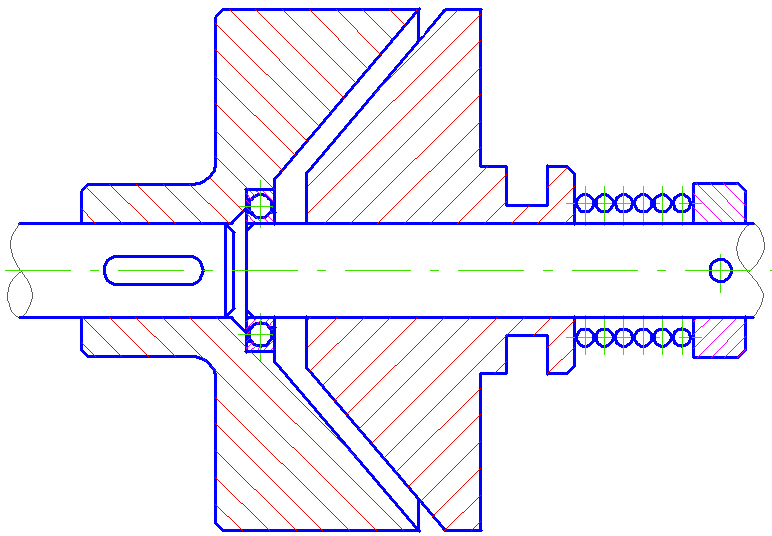
Třecí spojka kuželová
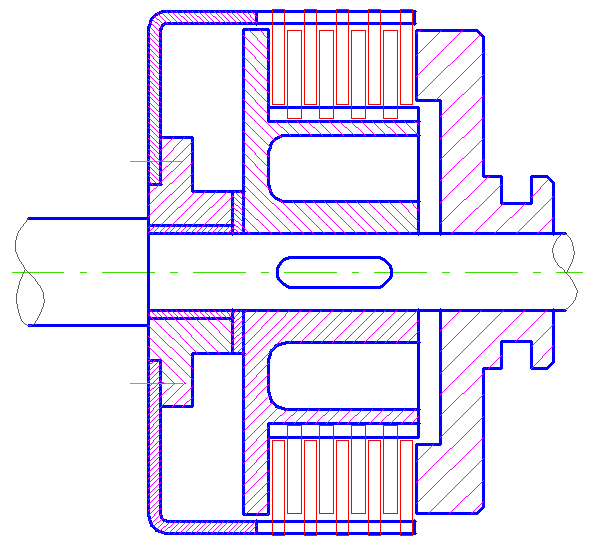
Třecí spojka vícelamelová

## Rozběhové spojky
Umožňují automatický plynulý rozběh hnaného hřídele. Používají jako zdroj přítlačné síly buď pružinu nebo odstředivou sílu.

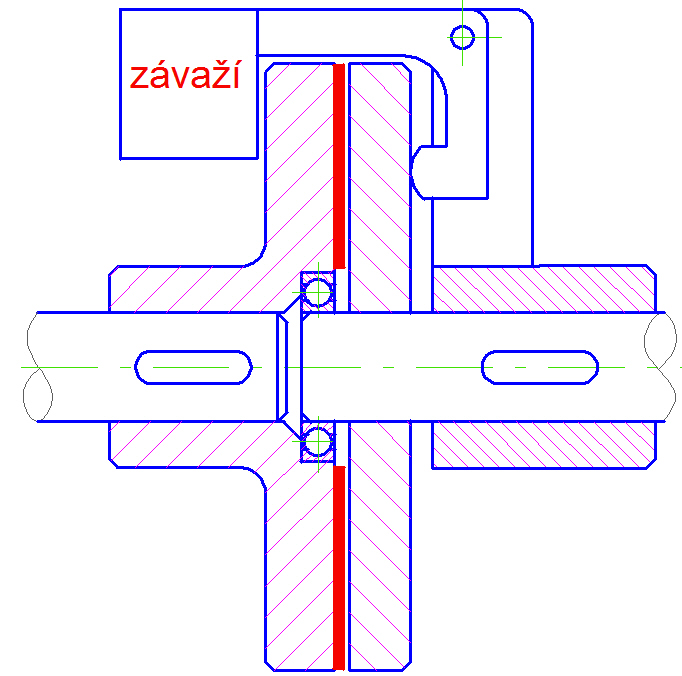
Rozběhová závažová spojka má pomocí pákového převodu zvýšenou přitlačovací sílu
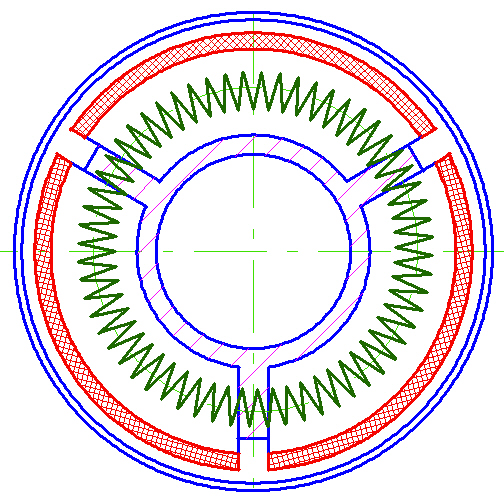
Rozběhová odstředivá segmentová
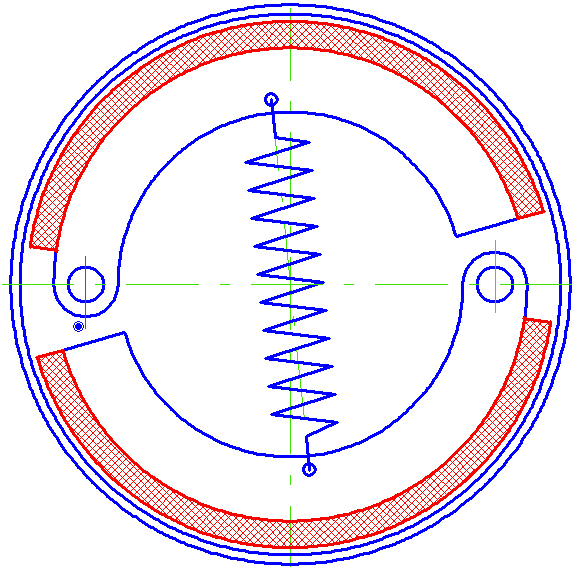
Rozběhová odstředivá čelisťová
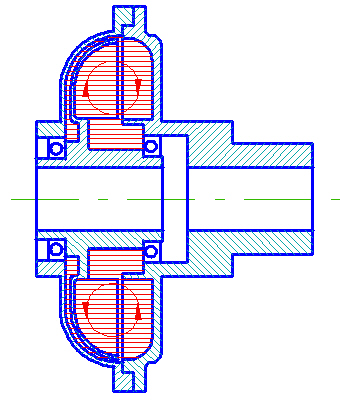
Kapalinová rozběhová spojka
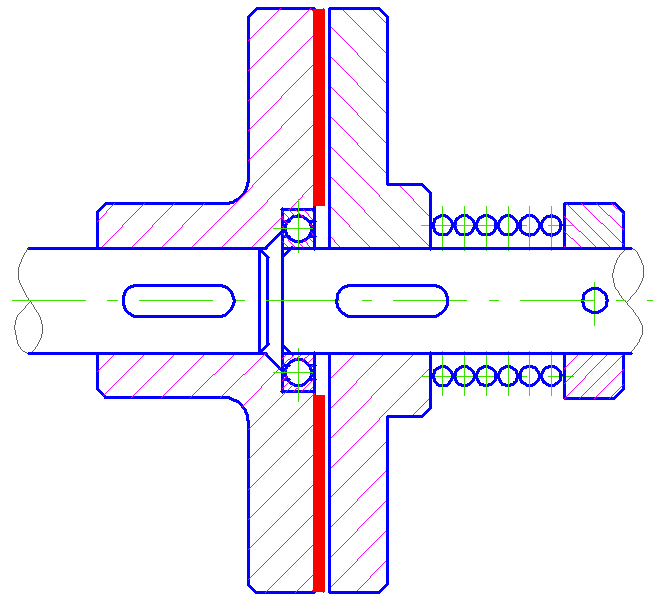
Rozběhová třecí spojka

## Pojistné (bezpečnostní) spojky
Omezuje přenášený kroutící moment. Buď se při překročení otáček zničí (je vybavena střižným kolíkem - tzv. destruktivní spojka) anebo se nezničí, ale nějakým jiným způsobem začne brzdit otáčení (nedestruktivní).

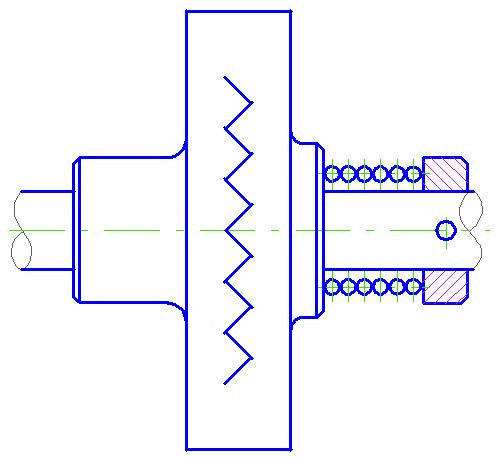
Zubová pojistná spojka obousměrná
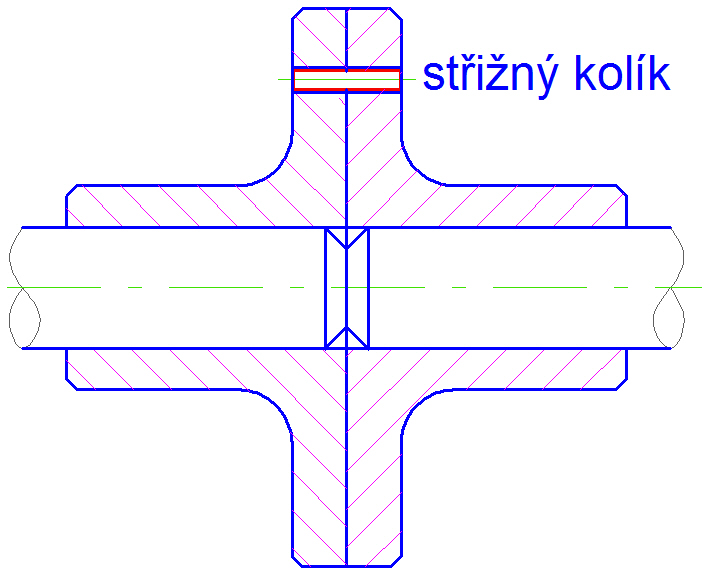
Střižná spojka
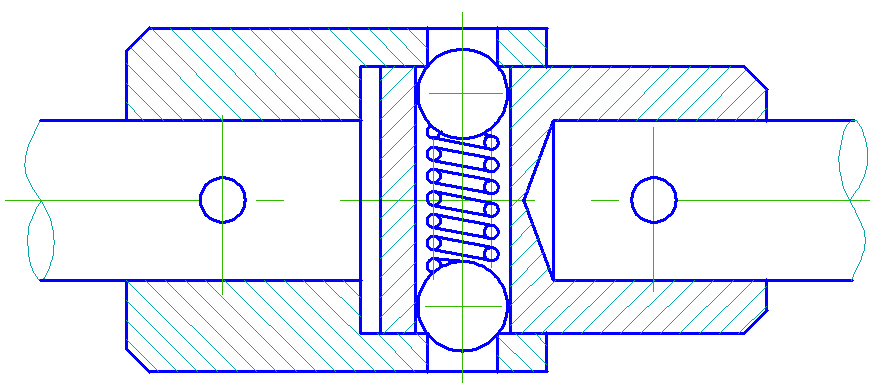
Kuličková pojistná

## Jednosměrné spojky
Přenáší kroutící moment pouze jedním směrem - tzv. volnoběžky

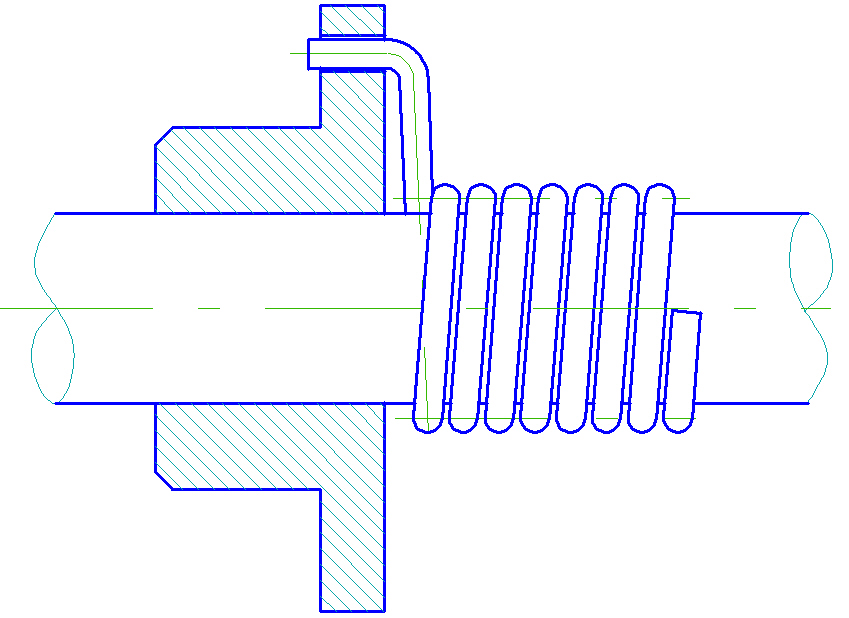
Schwarzova třecí spojka využívá opaskové (vláknové) tření
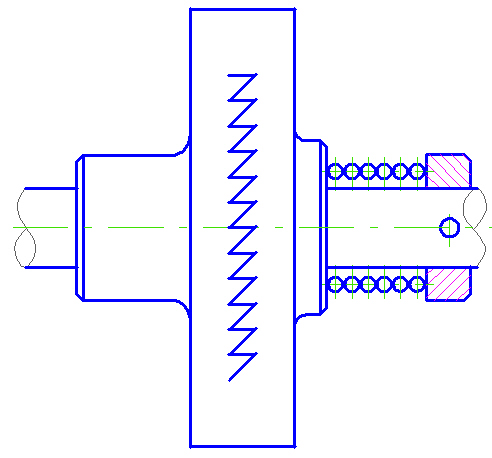
Zubová jednosměrná spojka
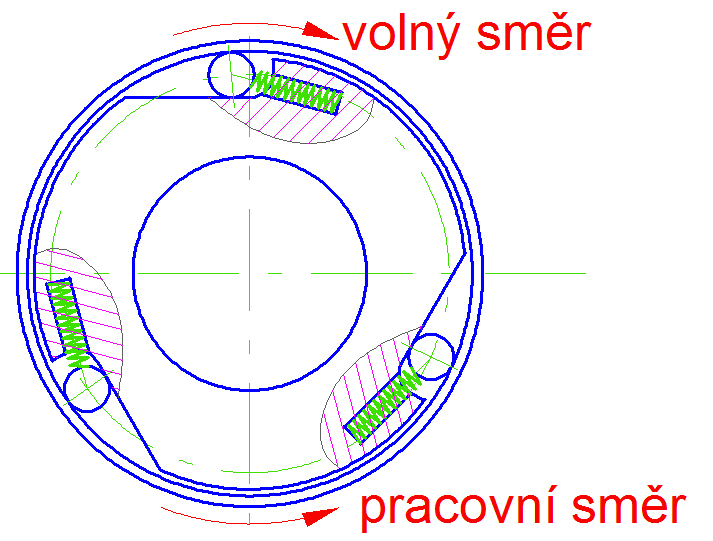
Válečková volnoběžka
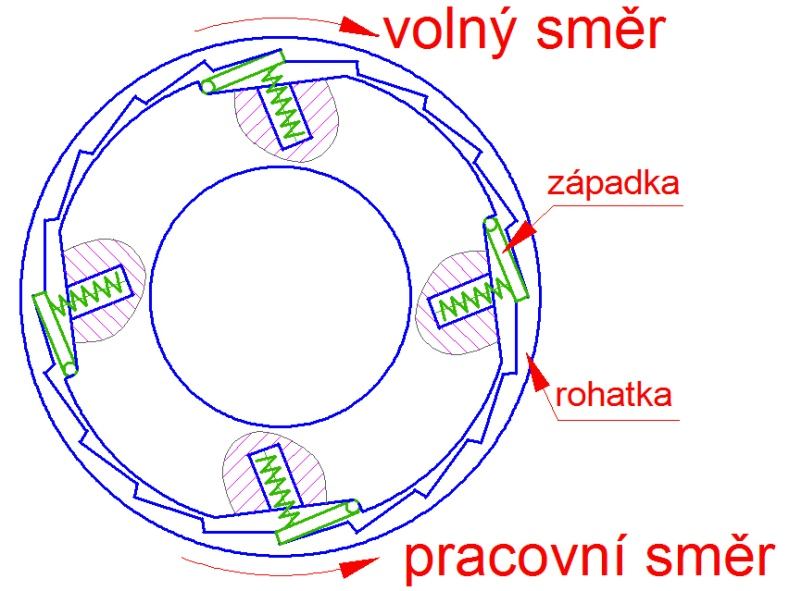
Rohatková volnoběžka